# Николай Дар
Николай Дар — село в Лукояновском районе Нижегородской области. Входит в Тольско-Майданский сельсовет.

## История
Основано в первой половине XIX века. Заселено выходцами из Рязанской области. Земли и вольную крестьянам из
рязанского города Скопино подарил царь Николай I (по одной из версий при его восшествии на престол — 1825 г. или
коронации — 1826 г.).
По другой версии основано в 1839 году переселенцами из государственных сел Скопинского уезда Рязанской губернии в государственную Починковскую коннозаводскую волость Лукояновского уезда Нижегородской губернии.
В Арзамасском архиве имеются также Ревизские сказки по Николай Дару с 1834 года.
Второе, неофициальное название села — Скопинка. В речи местных жителей присутствует рязанский говор.
Первая церковь Божией Матери сгорела в 50-х годах XIX века. Второй деревянный храм великомученика Димитрия Солунского был возведён 1881 году и сгорел в годы революции. Уцелевший сруб в 1927 году разобрали на хозяйственные нужды. Жители села сумели сохранить часть икон, церковной утвари и книг. Павел Михайлович Косихин сделал чертежи церкви. По сохранившимся в архиве чертежам храм великомученика Димитрия Солунского восстановлен. Начало строительства — 2007 г. Освящение храма произошло 31 мая 2009 года. Службу провёл архиепископ Нижегородский и Арзамасский Георгий.
Во второй половине XIX века в с. Николай-Даре была мастерская для производства икон, выделываемых на фольге, посредством копчёных печатей. Появилась на замен прежнего бурлачества, как новый вид промышленности — торговля иконами.
В начале XX века часть крестьян села Николай Дар переехала в город Нерчинск Забайкальского края для работы в Торговом доме купцов Колобовниковых.
Октябрь 1905 год — присоединение рабочих и служащих железнодорожной станции Николай Дар к всеобщей забастовке железнодорожников.

## Население
| 2002 | 2010 |
| ---- | ---- |
| 163  | ↘132 |

## Улицы
- улица Ворошилова
- улица Калинина
- улица Школьная